# Güzelyurt (Turcja)
Güzelyurt (dawniej Gelveri) − miasto w Turcji, w prowincji Aksaray, stolica dystryktu Güzelyurt. Liczy 3'775 mieszkańców. Położone w krainie Kapadocja, w pobliżu doliny Ihlara.
Do czasu wymiany ludności w 1924 roku żyła w mieście duża społeczność grecka, która została wysiedlona i zastąpiona Turkami z Salonik i Kawali.